# Ernst Röhm
Ernst Röhm (ur. 28 listopada 1887 w Monachium, zm. 1 lipca 1934 tamże) – niemiecki oficer, czołowy działacz Narodowosocjalistycznej Niemieckiej Partii Robotników (NSDAP), założyciel i dowódca Sturmabteilung (SA), jeden z najbliższych i najważniejszych współpracowników Adolfa Hitlera.
Był przedstawicielem ruchu narodowosocjalistycznego, akcentował robotniczy, antykapitalistyczny charakter „rewolucji narodowej” z 1933 roku. Od połowy 1933 roku nastąpiła ostra walka polityczna między Röhmem oraz kierowaną przez niego SA a Reichswehrą. Przywódca NSDAP Adolf Hitler opowiedział się po stronie Reichswehry, a zakończeniem tego konfliktu była tak zwana „noc długich noży” i zabójstwo Röhma.

## Życiorys

### Wczesne lata, I wojna światowa
Był synem bawarskiego urzędnika państwowego. W 1906 roku ukończył Gimnazjum Maximiliana w Monachium, po czym odbył służbę wojskową w 10. Bawarskim Pułku Piechoty. Po ukończeniu w 1908 roku szkoły wojskowej awansował na pierwszy stopień oficerski. W czasie I wojny światowej walczył na froncie zachodnim (m.in. pod Verdun), był dowódcą kompanii, trzykrotnie ranny i awansował do stopnia kapitana. Wojnę zakończył z głębokimi bliznami po ranach na twarzy oraz Krzyżami Żelaznymi pierwszej i drugiej klasy. Dodatkowo w wyniku operacji twarzy został mu zniekształcony nos.
Był niski i otyły. Gorliwie uprawiał jazdę konną. Wyglądem przypominał typowego landsknechta. Według opisu oficera Wehrmachtu nie budził większego zaufania. Sprawiał wrażenie typowego brutalnego oprycha, jakby wziętego żywcem z katalogu zbrodniarzy. Był osobą o brutalnym usposobieniu, nie ukrywającą swojej homoseksualności.

### Działalność w pierwszych latach po wojnie
Po zawieszeniu broni służył we Freikorpsie płk. Rittera von Eppa. Został przydzielony do sztabu dowództwa okręgu 7 Dywizji w Monachium. Wielka Armia Cesarstwa Niemieckiego stopniała do tylko stutysięcznej Reichswehry, dozwolonej traktatem wersalskim. Dlatego Röhm z wielkim zaangażowaniem zaczął uczestniczyć w tworzeniu „podziemnej” armii, którą stanowiły ochotnicze oddziały freikorps, sięgające swą historią do czasów wojen napoleońskich. Objął stanowisko szefa Sekcji IB – broni i wyposażenia bawarskiej Reichswehry, dzięki czemu mógł je zaopatrywać w broń z wojskowych magazynów. Nadzorował rozbrajanie armii bawarskiej. W tym okresie uznał Bawarię za spokojne miejsce, w którym nacjonaliści będą mogli zebrać siły do spacyfikowania rewolucyjnego Berlina.
W maju 1919 likwidował Bawarską Republikę Rad; ówcześnie był zadeklarowanym monarchistą. Zorganizował antykomunistyczną bojówkę bawarskiej Obrony Terytorialnej (Einwohnerwehr), którą wyposażył w dużą ilość broni, pochodzącej z różnych źródeł. Była to najpotężniejsza milicja w historii Niemiec. Grupa została rozwiązana latem 1921 roku, gdy rząd centralny zdelegalizował freikorpsy – jednak Röhm utrzymał arsenał. Jego ambicją polityczną było odbudowanie potęgi militarnej Niemiec za pomocą zreformowanej armii. Uczestnicząc po wojnie światowej we freikorpsach i innych organizacjach paramilitarnych, uznał, że armia narodowa byłaby skutecznym narzędziem prowadzenia wojny. Armia oparta na braterstwie broni oraz egalitaryzmie, motywowana ideologicznym nacjonalizmem. Braterstwo frontowych żołnierzy uważał za najważniejsze w życiu. Gardził mieszczańską moralnością i cywilami. Twierdził, że rządy powinna pełnić elita „wojowników”: „Na świat spoglądam ze swojego żołnierskiego punktu widzenia. Świadomie jednostronnie. Dla żołnierza nie istnieją żadne kompromisy”; „Chciałem służyć narodowi wojowników, a nie poetów i marzycieli”. Röhm należał do szeregu związków oficerskich, m.in. do koła „Żelazna Pięść” (Eiserne Faust), którego był współtwórcą.

### Początki działalności w NSDAP
Również w Bawarii, tradycyjnie konserwatywnej części Niemiec i największym kraju związkowym Niemiec po Prusach mieszkali ludzie, którzy mieli już niedługo stanowić trzon kierownictwa ruchu narodowosocjalistycznego: Adolf Hitler, Hermann Göring, Rudolf Hess i Heinrich Himmler.  W 1919 roku poznał Adolfa Hitlera. Wkrótce wstąpił do Niemieckiej Partii Robotniczej (DAP) i został członkiem partii nr 1234. Röhm zaczął pełnić funkcję szefa Wydziału Informacji (Nachrichtenabteilung) Reichswehry, powołanego dla nadzorowania partii politycznych. Poprzednik Röhma na tym stanowisku – kapitan Karl Mayr – wysłał na jedno z pierwszych zebrań DAP agenta Hitlera, aby zebrał informacje o członkach partii i ich poglądach. Od 1920 roku Röhm był w NSDAP (karta członkowska nr 623). Został pośrednikiem między Hitlerem a armią. Zamierzał za pomocą partii dyskretnie wzmocnić wpływy armii. Aby przyspieszyć rozbudowę partii, Röhm odsyłał do niej członków freikorpsu i dawnych żołnierzy. Jako jeden z bardzo nielicznych był z Hitlerem po imieniu. Od początku widział, że Hitler był człowiekiem, który mógł porywać tłumy; że był demagogiem, potrzebnym do zdobycia masowego poparcia dla jego tajnej armii. Z kolei partii, takiej jaką zamierzał stworzyć Hitler, były potrzebne takie brutalne postacie jak Röhm:

Ponieważ jestem niedojrzałym i niegodziwym człowiekiem wojna i rozruchy pociągają mnie bardziej niż dobry, mieszczański porządek. [...] Brutalność jest szanowana. Ludzie potrzebują zdrowego strachu. Chcą się czegoś bać. Chcą, aby ktoś ich przestraszył i zmusił do rozdygotanej pokory.

Röhmowi Hitler wydał się przede wszystkim skutecznym propagatorem, mającym przyciągać do jego organizacji nowych zwolenników. W 1922 roku wyraził się o Hitlerze: „Musimy wykorzystać jego niewątpliwie olbrzymią siłę uderzeniową. Ale jego bagaż podróżny jest dość lekki, a wzrok nie sięga poza granice Niemiec. W stosownym momencie odstawimy Hitlera na bocznicę”. We własnym mniemaniu Röhm łączył w sobie żołnierza i polityka. Röhm stał się najważniejszą postacią DAP, ponieważ dysponował pieniędzmi i magazynami broni należącymi do partii. Znał wielu arystokratów i bawarskich polityków, a dodatkowo stała za nim potęga oddziałów paramilitarnych, które szybko rozbudowywał. Udostępniał wojskowe obiekty do ćwiczeń. Zgromadził arsenał broni i ukrył go tak dobrze, że nie odnalazły go alianckie komisje. W 1935 roku ten arsenał pokrył ok. 30% zapotrzebowania Wehrmachtu na broń. Był nazywany „królem karabinów maszynowych”.
W grudniu 1920 Röhm kupił dla partii antysemicką gazetę „Völkischer Beobachter” („Ludowy Obserwator”), upadającą z powodu długów. Zebrał 60 000 marek; znaczna część pochodziła z tajnych rezerw wojska, a zebrał je jego bezpośredni zwierzchnik. Część pieniędzy otrzymał od monachijskiej burżuazji.

### Założenie SA
3 sierpnia 1921 Röhm założył Oddział Szturmowy (SA), który wykształcił się z „sekcji sportowo-gimnastycznej”. Oficerowie SA wywodzili się głównie z Organizacji Konsul (OC) kapitana Hermanna Ehrhardta, a członkowie szeregowi pochodzili z różnych grup paramilitarnych z Bawarii. SA specjalizowały się w terroryzowaniu oponentów tworzącej się NSDAP, wojowniczych przemarszach ulicami Monachium, biciu tych, którzy podczas przemówień Hitlera nękali go kłopotliwymi pytaniami i mordach politycznych. Lokalne jednostki Reichswehry szkoliły je w zakresie podstawowych umiejętności wojskowych. Od samego utworzenia SA były niezależne, odrzucając jakiekolwiek próby kontroli przez NSDAP i Hitlera. Od barwy umundurowania SA były zwane brunatnymi koszulami (mundury zostały odkupione od niemieckiej armii). Röhm – jako homoseksualista – wykorzystywał swoje stanowisko w SA, by zyskiwać nowych kochanków. SA w rzeczywistości podlegały rozkazom Röhma i miały służyć realizacji jego osobistego dążenia do władzy, dlatego już na początku istnienia NSDAP zaistniał czynnik przyszłego konfliktu między Röhmem a Hitlerem. Już w 1921 roku Hitler zdał sobie sprawę, że w partii tworzył się ośrodek niezależny od jego rozkazów, dlatego zaczął otaczać się najbardziej oddanymi sobie zwolennikami. Z ich grona w marcu 1923 powstała Stabswache (Warta sztabowa), przyszłe SS.
Działalność organizacji paramilitarnych, takich jak SA, była sprzeczna z postanowieniami traktatu wersalskiego. Röhm traktował SA jako tajne, zbrojne ramię partii. Dzięki staraniom Röhma i jego wpływom w wojsku członkowie SA zostali uzbrojeni. Organizacja przyciągała sporą grupę zdemobilizowanych, rozgoryczonych sytuacją w Niemczech bezrobotnych żołnierzy.
30 listopada 1922 Röhm został przydzielony do służby u generała Otto von Lossowa, głównego dowódcy okręgu w Bawarii (opuścił stanowisko przy generale Franzu von Eppie, dowódcy bawarskiej piechoty). Röhm stał się bardzo ważny dla Hitlera, który miał nadzieję, że Röhm przekonał von Lossowa, aby – jak jego poprzednik – poparł NSDAP i tolerował jego ukrytą działalność.

### Pucz monachijski

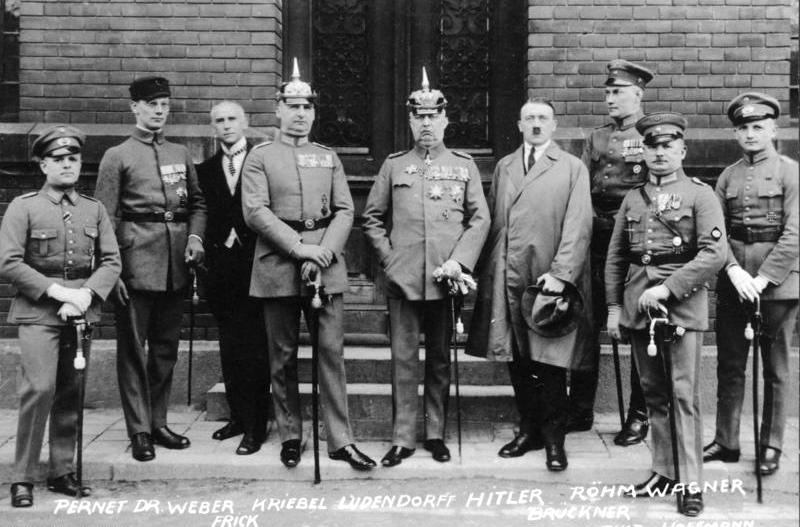
Uczestnicy puczu monachijskiego w czasie procesu, 1 kwietnia 1924

8 listopada 1923 roku wspólnie z Hitlerem podjął nieudaną próbę zamachu stanu (tzw. pucz monachijski). W puczu wzięła udział kierowana przez Röhma paramilitarna grupa Flaga Rzeszy (niem. Reichsflagge). Hitler z Röhmem zaplanowali opanowanie Monachium przez oddziały paramilitarne początkowo na 11 listopada, jednak termin został przyspieszony o kilka dni. Oddziały miały przechwycić strategiczne punkty miasta. Planowali obalenie bawarskiego rządu, a następnie przejęcie władzy w całym kraju. Do wykonania puczu Röhm, pod pretekstem nocnych ćwiczeń swego oddziału, oficjalnie zaopatrzył w broń 1500 członków monachijskiego SA. W czasie puczu na czele grupy bojówkarzy SA przejął kontrolę nad kwaterą główną bawarskiej armii, w gmachu dawnego Ministerstwa Wojny. Budynek był niemal całkowicie pusty i został zajęty bez najmniejszych kłopotów. Rano Röhm rozkazał przygotować budynek do obrony. Jeszcze tego samego dnia pod Ministerstwem Wojny doszło do strzelaniny, w której zostało zabitych dwóch SA-manów.
Po aresztowaniu 9 listopada za udział w puczu, został skazany na piętnaście miesięcy więzienia, ale uzyskał zwolnienie krótko po wyroku (w kwietniu 1924). Został jednak wydalony z Reichswehry i poddany nadzorowi kuratora. Od 1923 do 1925 roku SA były zdelegalizowane.

### Rozstanie z Hitlerem
W czasie gdy Hitler – skazany za organizację puczu – odbywał karę pozbawienia wolności (pięć lat więzienia, z możliwością zwolnienia warunkowego po sześciu miesiącach), Röhm założył nową organizację paramilitarną o zasięgu ogólnokrajowym. Nosiła nazwę Awangardy lub Straży Przedniej (Frontbann), a jej patronem był Erich von Ludendorff. Organizacja została zarejestrowana 16 sierpnia 1924 jako Völkischer Frontkampfbund Frontbann, a już w grudniu 1924 liczyła 30 000 członków. Röhm próbował zjednoczyć pod wspólnym szyldem ugrupowania „volkistowskie” i nacjonalistyczno-paramilitarne. Röhm od początku zamierzał zachować całkowitą niezależność swej organizacji od NSDAP. Zdelegalizowanej po puczu partii narodowosocjalistycznej groził wewnętrzny rozłam, była targana sporami. Wbrew sprzeciwom Hitlera kilku jej członków wzięło udział w wyborach parlamentarnych i osiągnęli dobre wyniki. 4 maja 1924 Röhm i kilku innych nazistów, jako kandydaci Narodowosocjalistycznej Partii Wolności (Nationalsozialistische Freiheitspartei), zostali po raz pierwszy wybrani do Reichstagu, w dużej mierze dzięki uznaniu społeczeństwa dla udanego wystąpienia Hitlera podczas jego procesu po puczu.
Hitler opuścił więzienie 20 grudnia 1924. Po puczu monachijskim uważał, że nowa SA może podlegać wyłącznie jemu, na co nie wyrażał zgody Röhm. Röhm dodatkowo nie chciał zgodzić się na legalne dążenie do władzy i z zakazem brutalnych działań. Hitler uznał jego postępowanie za zdradę. Po 16 kwietnia 1925, na skutek sporu z Hitlerem, znajdował się poza ruchem hitlerowskim. Rozczarowany polityką porzucił ją i został komiwojażerem, a następnie pracował w fabryce. W latach 1928–1930 był w Boliwii instruktorem Armii Boliwijskiej. Napisał i wydał swoją biografię, pt. „Historia zdrajcy stanu” (Geschichte eines Hochverräters).

### Ponowne objęcie przywództwa SA
W listopadzie 1926 dowództwo nad SA objął Franz Pfeffer von Salomon. Hitler wyznaczył mu zadania polityczne, podporządkowane celom partii, a nie celom wojskowym. W drugiej połowie 1930 roku Hitler odwołał von Salomona z dowodzenia SA, zarzucając mu brak kontroli nad oddziałami. W SA panowało niezadowolenie i brak dyscypliny. Hitler sam przejął dowodzenie nimi. Mimo że Hitler został zwierzchnikiem SA, nie ufał on tej organizacji, dlatego powołał wierną gwardię przyboczną, SS. W przyszłości miało to doprowadzić do rywalizacji obu grup. Wewnątrz samego SA było wielu przeciwników pełnienia przez Hitlera funkcji dowódcy. W efekcie zawarł on pakt z dawnym rywalem: zaproponował Röhmowi powrót do Niemiec, aby zdyscyplinował SA. Röhm śledził na bieżąco sytuację w Niemczech i rozumiał, jakie skutki przyniesie sukces NSDAP w wyborach powszechnych. Hitler nie zamierzał stracić kontroli nad SA. Zakładał, że Röhm zaprowadzi porządek wśród brunatnych koszul. Sytuacja jednak nie miała się poprawić, ponieważ Röhm uważał partię nazistowską i SA za organizacje rewolucyjne. Po powrocie do Niemiec w końcu 1930 roku został szefem sztabu SA. Jego kandydaturę Hitler przedstawił na zjeździe kierownictwa partii w Monachium. Ponownie został dowódcą 1 stycznia 1931.

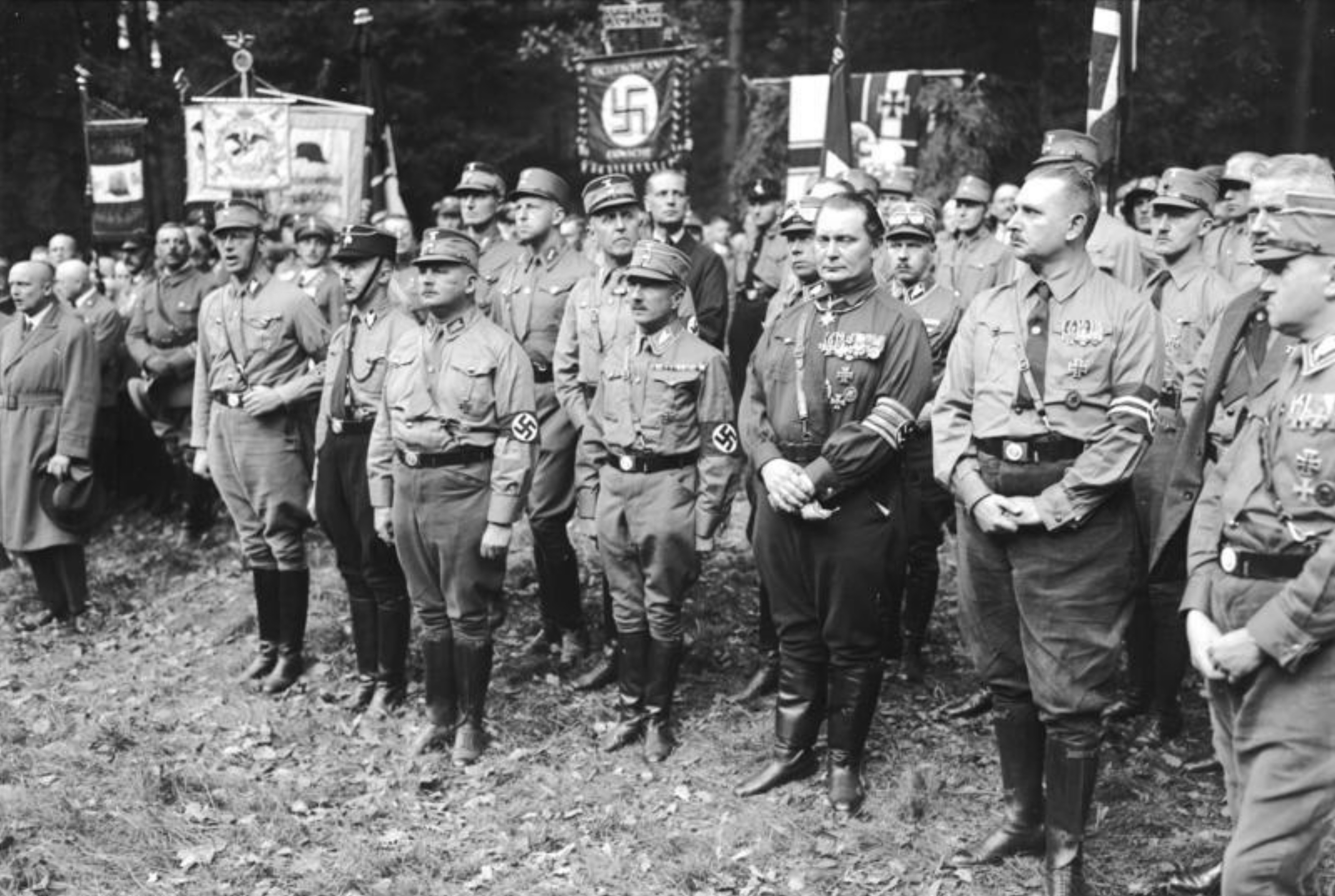
Heinrich Himmler, Röhm i Hermann Göring, 1931

18 marca 1931 Röhm stłumił bunt oddziałów SA, zorganizowany przez szefa sekcji berlińskiej Waltera Stennesa. Bezpośrednim powodem wystąpienia Stennesa był rozkaz Hitlera, zakazujący członkom SA udziału w bójkach ulicznych. W czerwcu 1931 w Monachium – w ramach reorganizacji sił zbrojnych partii, rozpoczętej przez Röhma – zostało utworzone centrum szkolenia przywódców SA i SS. Od tej pory Röhm przejął kontrolę nad oddziałami SS. Największym przeciwnikiem usamodzielnienia się SS było kierownictwo SA. W 1931 roku Himmler otrzymał od Röhma polecenie, aby utworzyć w ramach SS służbę bezpieczeństwa i wywiadu, która będzie zbierać informacje o przeciwnikach i członkach partii. W ten sposób powstało SD. Pierwotnie zadaniem SD było oczyszczanie NSDAP z elementów wrogich nazizmowi i przeciwdziałanie ich dalszej penetracji wśród nazistów. Następnie SD zajęła się również inwigilacją organizacji społecznych i partii politycznych działających na terenie całego kraju. Reinhard Heydrich dążył do powiększania zakresu kompetencji SD, aby po przejęciu przez nazistów władzy stała się kierowniczym rdzeniem policji politycznej w przyszłym państwie totalitarnym.
Röhm, ponieważ był aktywnym homoseksualistą, przez wielu dawnych kompanów z wojska był traktowany z pogardą. Paul von Hindenburg nigdy nie podawał mu ręki. Röhm w zamian lekceważył cały wojskowy establishment i traktował go z wyższością. Gardził starymi kadrami armii i odrzucał je, uważając za niefachowe, skoro nie potrafiły doprowadzić do zwycięstwa w I wojnie światowej. Po tym, gdy Hitler po raz kolejny odmówił zdymisjonowania Röhma, nazista Buch w 1932 roku opracował plan zamordowania Röhma i jego czterech głównych współpracowników. Po kilku nieudanych próbach plan nie został zrealizowany, jednak cały spisek uzyskał duży rozgłos.
Od 14 kwietnia do 16 czerwca 1932 obowiązywał w Niemczech zakaz tworzenia oraz działalności SA i SS. Zakaz został wydany, gdy wykryto hitlerowski spisek zmierzający do obalenia rządu. Hitler nie miał zamiaru przerywać działalności jednostek, dlatego przekształcił je w tym czasie ponownie w sekcje sportowe. W sierpniu 1932 Röhm namawiał Hitlera do kolejnego puczu.

### Działalność w III Rzeszy
Po objęciu 30 stycznia 1933 rządów przez Hitlera Röhm był od 1 grudnia 1933 ministrem Rzeszy (bez teki). 1 lipca 1933 Hitler zebrał dowódców SA i oświadczył im, że nie będzie drugiej rewolucji, ponieważ wywołałaby ona kompletny chaos. Röhm nie przejmował się ostrzeżeniami i spokojnie rozważał możliwość konfliktu z Hitlerem. Był niezadowolony widząc, że pozbawia się go należnych zaszczytów. Mówił: „Adolf jest nikczemny, zdradza nas wszystkich. Obraca się już wyłącznie wśród reakcjonistów, otacza się generałami z Prus Wschodnich! Adolf chodził ze mną do szkoły. To ode mnie nauczył się wszystkiego, co wie o wojskowości. Ale Adolf jest i był cywilem, malarzyną, marzycielem. To drobny mieszczuch, który pragnie tylko swojego wiedeńskiego spokoju. A my w tym czasie siedzimy bezczynnie, chociaż ręce nas świerzbią”.
W dużej mierze podstawą koleżeńskiej atmosfery wśród SA-manów był alkohol. SA tworzyły samodzielnie obozy koncentracyjne, co wywoływało szczególne niezadowolenie SS, które nie chciały dzielić się swą dotychczasową domeną działalności policyjnej. W obozach tych stosowano wyjątkowo brutalne i sadystyczne metody, a nawet morderstwa. Akty przemocy były na porządku dziennym. W okresie pierwszych miesięcy nowych rządów w różnych kryjówkach SA, wszędzie organizowanych „dzikich” obozach zniknęło około 100 000 osób. SA, odgrywające wcześniej rolę „demonstratora siły”, w okresie stabilizującej się władzy zaczęły stawać się realnym i uciążliwym problemem. Magnesem, który przyciągał nowych członków SA była również chęć wyładowania swoich najniższych instynktów. Röhm nie dostrzegał jednak niebezpieczeństwa grożącego mu ze strony Himmlera (ówcześnie już Reichsführera-SS). Röhm i najwyżsi dowódcy SA chcieli postawić Hitlera na czele nowej rewolucji. Zamierzali uczynić SA decydującą siłą militarną w Niemczech, potężniejszą od armii (Reichswehry). Röhm jawnie walczył o swoje miejsce w nowym państwie, a jego brunatna armia zagrażała dowódcom Reichswehry. Generałowie zawiązali z Hitlerem pakt przeciwko Röhmowi, ponieważ Hitler potrzebował strategów i dowódców do przyszłych wojen. Obawiano się puczu pod przywództwem Röhma. W 1933 roku oddziały SA liczyły ponad 700 tys. członków, w 1934 roku ponad 2 mln członków. Dla Röhma ważna była tylko duża liczebność oddziałów, a nie ich jakość.

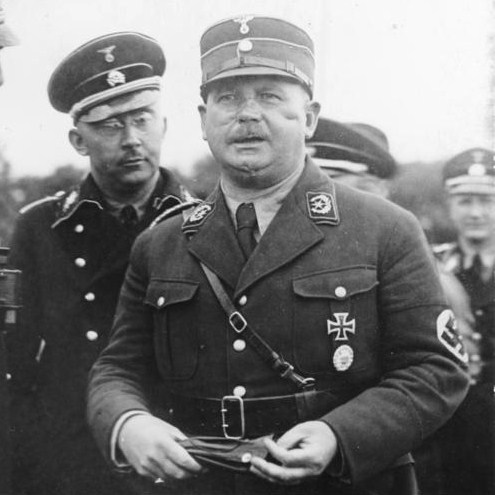
Röhm i Himmler

28 lutego 1934 Hitler zorganizował zebranie przywódców SA i armii, na którym apelował o porozumienie się obu stron. Po spotkaniu znajdujący się pod wpływem alkoholu Röhm oświadczył: „Nie po drodze nam z tym błaznowatym kapralem! Hitler nie wie, co to lojalność! Trzeba go co najmniej wysłać na urlop. A jeśli nie, to damy sobie radę bez niego”. Röhm uważał się za „Scharnhorsta nowej armii” i gardził oficerami Reichswehry, obwiniając ich o klęskę z 1918 roku: „Generałowie to stare niedołęgi. Takim jak oni nie przyjdą już do głowy żadne nowe pomysły”.
Röhma spotkał zawód, ponieważ Hitler zrezygnował ze zbrojnej rewolucji i zamierzał zdobyć władzę legalnie, w sposób demokratyczny. Röhm chciał uczynić z SA organizację, która zdobędzie władzę siłą, w wyniku rewolucji. Nie krył, że chce, aby SA stała się faktycznym obrońcą III Rzeszy – armią ludową, która zastąpi Prusaków. Rewolucyjne bojówki nie akceptowały współpracy Hitlera ze środowiskami konserwatywnymi i mogły nawet zagrozić reżimowi Hitlera. Gdyby Hitler przeciwstawiał się im, usunęliby go bez względu na konsekwencje. Mogło przeciwstawić się im jedynie SS Himmlera. Pomimo że teoretycznie Hitler pozostawał najwyższym zwierzchnikiem SA, Röhm – głównodowodzący SA – uczynił z nich swoją „prywatną armię”. Röhm stworzył organizację, której bali się wszyscy w Niemczech.
Jeden z urzędników kupił intymne listy Röhma, w których szczegółowo opisał on swoje upodobania homoseksualne. Później te listy trafiły do członka rządu pruskiego, który opublikował je w 1932 roku w socjaldemokratycznej gazecie „Münchner Post”, zamierzając w ten sposób zadać śmiertelny cios SA. Mimo wszystko Röhm pozostawał najdawniejszym przyjacielem i najpewniejszą podporą Hitlera. Hitler uparcie twierdził, że skłonności Röhma były jego prywatną sprawą, a homoseksualizm nie został Röhmowi udowodniony. Na początku 1934 roku zachowanie Röhma stało się nieukrywanie wrogie. Został poddany ścisłemu nadzorowi Gestapo, które wykryło, że kontaktowało się z nim wielu opozycjonistów. Hitler starał się obecnie dowodzić, że naziści teraz są szacownymi obywatelami, respektującymi religię i instytucje państwowe. Natomiast Röhm i jego przyjaciele brutalnie atakowali oraz ośmieszali sfery duchowe i intelektualne, a zwłaszcza religię.
12 kwietnia 1934 Hitler spotkał się z ministrem obrony i dowódcami wojsk, których zapewnił, że armia pozostanie pierwszą siłą militarną Niemiec. Röhm cały czas nalegał, aby pozbyć się raz na zawsze pruskich generałów, arystokracji, finansistów i bogatych posiadaczy ziemskich. Röhm twierdził, że starzy generałowie nie nadają się do przyszłej niemieckiej armii lądowej, ponieważ brak im „nowych idei”. Prowadził ożywioną agitację przeciwko dowództwu Reichswehry i aparatowi policji, zarzucając im hamowanie dalszego rozwoju „narodowej rewolucji”. Urządzał inspekcyjne podróże do podległych mu jednostek, gdzie wygłaszał gromkie tyrady o nadchodzącej „drugiej rewolucji narodowego socjalizmu”. Członkowie SA uważali, że nie skorzystali na “rewolucji hitlerowskiej” i domagali się dostępu do ważnych stanowisk państwowych oraz mercedesów. Röhm chciał zostać ministrem obrony. W rzeczywistości Röhm nie planował żadnego konkretnego przewrotu, a zaplanował wojnę „nerwów”. Röhm i SA chcieli, aby Hitler zapewnił im należne miejsce w państwie i siłach zbrojnych. Röhm uważał, że masowe marsze jego szturmowców zmiękczą Hitlera. W tym okresie wielokrotnie rozważał możliwość powrotu do Boliwii. W 1933 Göring założył Urząd Badawczy Ministerstwa Lotnictwa Rzeszy, w rzeczywistości urząd podsłuchowy i łamiący szyfrowane wiadomości. Rezultatem „badań” urzędu było m.in. wykazanie rosnącego krytycyzmu Röhma – wiecznie niezadowolonego rewolucjonisty, wobec Hitlera.

### Usunięcie Röhma

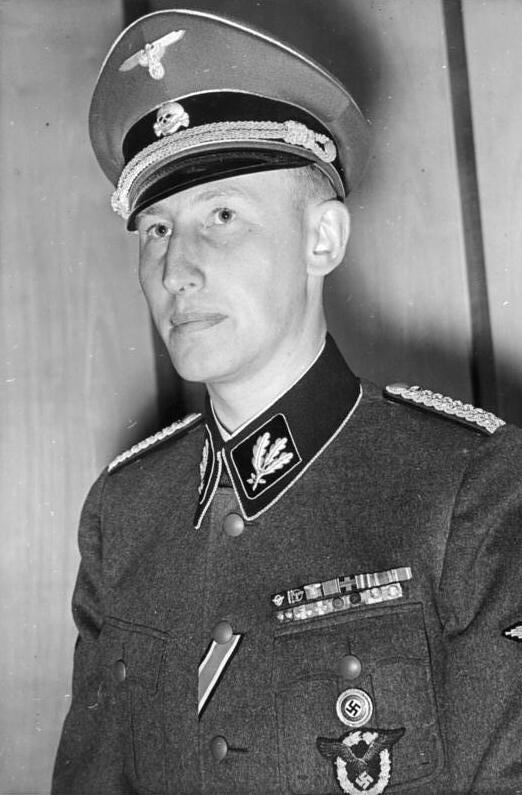
Reinhard Heydrich, mózg tzw. „spisku Röhma”

Przywódcy nazistowscy żywili wobec siebie brak zaufania, a w otoczeniu Hitlera tworzyły się przymierza. Hermann Göring najbardziej obawiał się Röhma, Heinrich Himmler dysponował oddziałami SS i nienawidził Röhma. Obaj w końcu rozpoznali wspólny interes i stworzyli przymierze przeciw Röhmowi. Na początku 1934 Himmler, Heydrich oraz Göring postanowili pozbyć się Röhma i przekonali do tego Hitlera, wahającego się wobec wystąpienia przeciw staremu towarzyszowi partyjnemu. Himmler zlecił swemu zastępcy, bezwzględnemu Reinhardowi Heydrichowi, sporządzenie planu wyeliminowania Röhma. Hitler zawarł układ z generalicją i zgodził się zrobić porządek z SA, w zamian za poparcie wojskowych i obietnicę prezydentury po śmierci prawie dziewięćdziesięcioletniego Paula von Hindenburga. Nadal jednak liczył, że uda mu się uniknąć użycia siły. Heydrich zaczął zbierać dowody przeciw Röhmowi, jednak z niewielkim powodzeniem. Nie przeszkodziło mu przy tym, że jego pierworodny syn był chrześniakiem Röhma. Röhm znał najwięcej tajemnic partii, dlatego nazistowskich przywódców nie mogła zadowolić oficjalna dymisja lub sfingowany proces. Heydrich uważał, że kierownictwo SA należy fizycznie zlikwidować, a przede wszystkim Röhma. Zainscenizowany proces homoseksualisty Röhma skompromitowałby pośrednio samego Hitlera, który wielokrotnie publicznie przyznawał się do przyjaźni z Röhmem. Ówcześnie w Niemczech osoby homoseksualne były prześladowane. Göring i Himmler pieczołowicie zgromadzili fakty, jak i plotki dotyczące przywódców SA: sprzeniewierzenie pieniędzy, antykatolicką propagandę na uniwersytetach, alkoholowe ekscesy w miejscach publicznych, homoseksualność. Ze zgromadzonych wszelkich notatek, rozmów, spotkań, podsłuchanych rozmów telefonicznych trzeba było ułożyć spójną całość, coś co przeraziłoby Hitlera i przezwyciężyło jego niezdecydowanie. Heydrich ściągał siły ze wszystkich stron, ponieważ liczył się z oporem w Bawarii, Berlinie, Saksonii i na Śląsku.
4 czerwca 1934 Hitler przeprowadził z Röhmem pięciogodzinną rozmowę, namawiając go do ograniczenia działań. Jednak nie ustawały naciski na Hitlera. 7 czerwca 1934 Hitler udzielił członkom SA urlopu aż do końca lipca, zabraniając przy tym także noszenia mundurów i udziału w demonstracjach. Następne wydarzenie przyniosło niespodziewaną pomoc zamachowcom. 21 czerwca 1934 Hitler został wezwany do prezydenta Hindenburga, który oświadczył, że jeśli sprawa SA nie zostanie rozwiązana, wprowadzi stan wyjątkowy i wojsko zaprowadzi porządek. Wobec takiego obrotu spraw Hitler musiał poświęcić Röhma, aby naziści pozostali przy władzy. Hitler początkowo chciał jedynie pozbawić Röhma stanowiska, jednak nie ustawały naciski, by posunął się dalej. SD uczestniczyła w przygotowaniu list proskrypcyjnych osób, których zlikwidowanie uznała za wskazane. 25 czerwca 1934 Röhm został wykluczony z Ligi Oficerów Rzeszy za niegodne zachowanie.
W przemówieniu z 25 czerwca 1934 Rudolf Hess (zastępca führera w NSDAP) już zaatakował Röhma:

„Biada temu, który zdradza ideały rewolucji, wzniecając bunt. Biada temu, który niweczy starannie sporządzone plany führera; jest wrogiem rewolucji”.

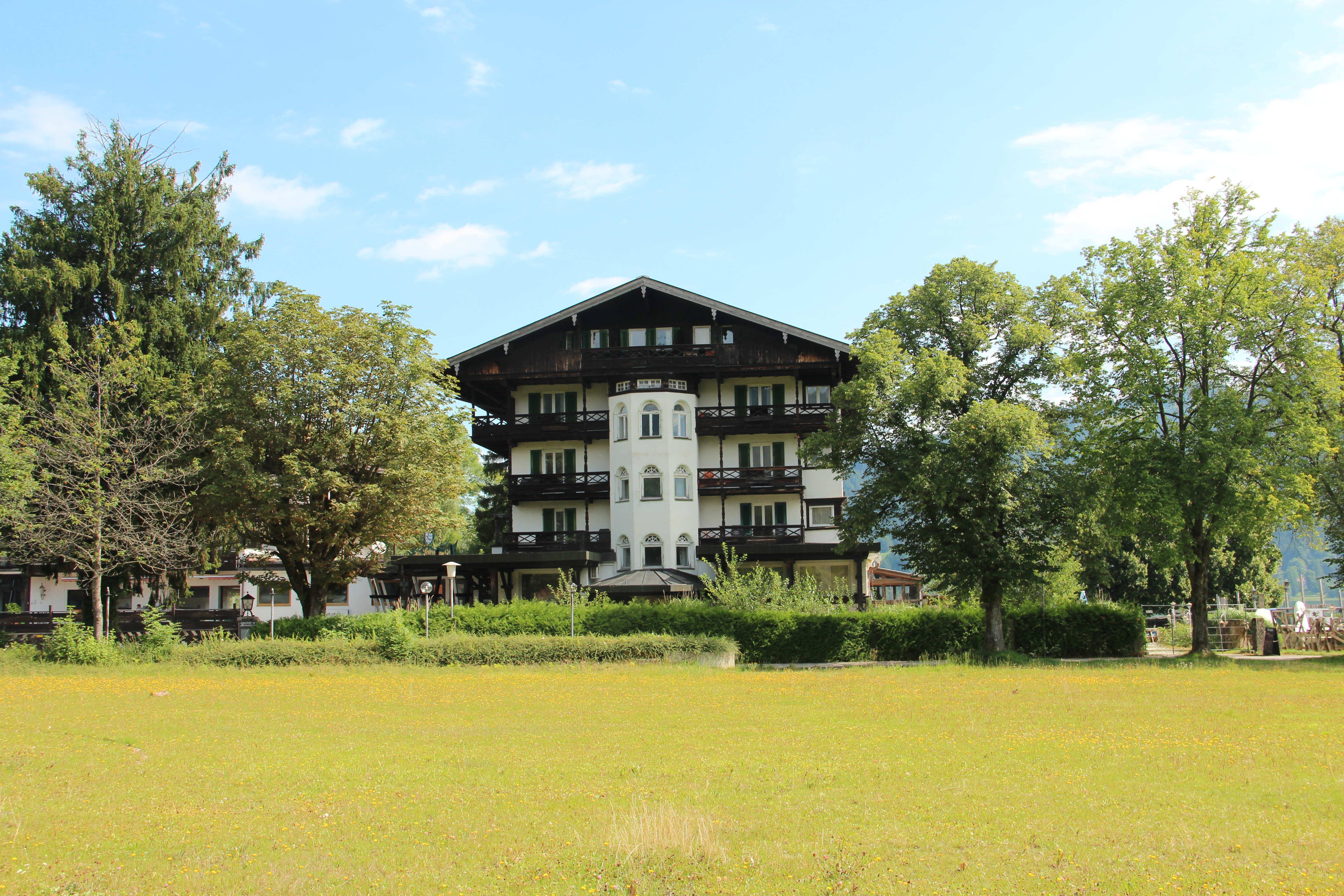
Hotel w Bad Wiessee w którym aresztowano Röhma

W tak zwanym „puczu Röhma” role likwidatorów Röhma zostały bardzo dobrze obsadzone. Sam Röhm, nie zdając sobie sprawy z nadciągającej katastrofy, wyjechał z dowódcami SA na wypoczynek do Bad Wiessee. Leczył tam swoje liczne przewlekłe dolegliwości. Wyznał przyjaciołom, że obawia się jakiegoś spisku, który został uknuty przeciwko niemu. Jak jednak Heydrich mógł utrzymywać, że Röhm ma przeprowadzić zamach stanu, gdy przebywał na kuracji w sanatorium, a jego ludzie na przepustkach? Hitlerowi były dostarczane obciążające Röhma dowody, których większość została sfabrykowana. Hitler rozkazał Röhmowi zebrać swych najwyższych oficerów w pensjonacie Hanselbauer w Bad Wiessee w dniu 30 czerwca 1934, gdzie miał wygłosić przemówienie. W ten sposób Hitler zgromadził w jednym miejscu najważniejszych ludzi, którzy mogli kierować oporem SA. 29 czerwca dwaj ludzie Heydricha – prowokatorzy przebrani w mundury SA – zorganizowali w zakładach Kruppa wiec, wzywając robotników do rewolucji. Wywiad SS doniósł, że Röhm kupił w Belgii dużą partię ciężkich karabinów maszynowych, które miały być skierowane do Monachium, Berlina, Hanoweru i Breslau. W kolejnym dokumencie, rzekomo wykradzionym SA, był rozkaz wydania oddziałom broni i amunicji. Ponadto Heydrich poinformował kilku wysokich rangą dowódców Reichswehry, że figurują na „liście śmierci” przygotowanej przez SA. Himmler i Heydrich zarzucili Hitlera raportami, które donosiły, że do przewrotu dojdzie w dniu bankietu. Rano 29 czerwca Himmler przyleciał do Berlina i przywiózł spreparowane ostatnie raporty swoich agentów. Według nich SA miały uderzyć nazajutrz, zajmując gmachy urzędów państwowych oraz powstał oddział, który miał zabić Hitlera. Hitler otrzymywał niemal bez przerwy złowróżbne telefony z Berlina od Himmlera, a Göring osobiście obecny przy rozsierdzonym Hitlerze gorliwie potwierdzał każdy szczegół raportów Himmlera. Następnie Hitler odesłał Göringa do Berlina. W nocy z 29 na 30 czerwca (noc długich noży) spiskowcy celowo wprowadzili w błąd przebywającego w Nadrenii Hitlera, informując go przez telefon, że SA w Berlinie i Monachium rozpoczęło mobilizację i protestuje na ulicach przeciwko Hitlerowi. Hitler natychmiast wyruszył z powrotem do Monachium (korzystając m.in. z samolotu), gdzie był już o czwartej rano. Pojechał do bawarskiego ministerstwa spraw wewnętrznych, dokąd wezwano dowódców SA, a następnie ich aresztowano. O 6:30 Hitler z SS-manami dotarli do Bad Wiessee, gdzie w hotelu byli zakwaterowani dowódcy SA. Hitler i jego ludzie spodziewali się zbrojnego oporu, dlatego zabezpieczała ich kompania SS-manów Leibstandarte, dowodzona przez Josefa „Seppa” Dietricha. SA-mani stojący na straży hotelu poddali się bez oporu, wewnątrz wszyscy spali; był sobotni poranek. Hitler, wymachując pistoletem, wykrzyczał Röhmowi, że jest winny zdrady i staje się więźniem: „Jesteś aresztowany, ty świnio”. Schwytanych zamknięto w piwnicy hotelu. Po kilku godzinach wszyscy pojechali – okrężną drogą, aby uniknąć ewentualnej zasadzki ludzi wiernych Röhmowi – do Monachium. Po drodze aresztowali szefów SA, których spotkali w kilku samochodach wiozących ich na pożegnalny bankiet. Z Monachium Joseph Goebbels przekazał telefonicznie przebywającemu w Berlinie Göringowi hasło, oznaczające rozpoczęcie czystki w Berlinie, gdzie do działania przystąpili Himmler i Heydrich. Göring i Himmler przeprowadzili w Berlinie łapankę na członków SA. Niemieckie radio i prasa uznały zabójstwa za uzasadnioną reakcję na próbę zamachu stanu. Wciąż jednak Hitler wstrzymywał egzekucję Röhma. Następnego dnia był już jednak przekonany, że Röhm musi umrzeć. Röhm miał zbyt wielu zwolenników i cieszył się zbyt wielką popularnością wśród żołnierzy SA. Hitler liczył jeszcze, że Röhm wybawi go z kłopotu i popełni samobójstwo, ale Röhm odmówił. To Himmler i Göring podsunęli Hitlerowi wyjście z sytuacji; jako oficer Röhm powinien popełnić samobójstwo, a jeśli tego nie uczyni, będzie to oznaczać, że nie ma honoru i zasłużył na zastrzelenie. Do jego zabicia zgłosił się Hess, jednak Hitler zlecił to komuś innemu. Röhm, osadzony w monachijskim więzieniu Stadelheim (cela nr 474), rozebrany do pasa siedział na pryczy i pocił się obficie. Został ostatecznie zastrzelony w swej celi o godz. 18:00 1 lipca 1934 przez SS-Brigadefuhrera Theodora Eicke (prawdopodobnie strzelał również SS-man Michael Lippert), po nieskorzystaniu z możliwości popełnienia samobójstwa. Pozostawiono mu w celi nabity pistolet i gazetę z nagłówkiem o jego aresztowaniu.
W połowie lipca 1934 Hitler oświadczył w Reichstagu, że może być tylko jedno zbrojne ramię i jest nim armia. Wśród członków SA byli również tacy, którzy nie mogli zapomnieć Hitlerowi, że poświęcił Röhma. Nazywali siebie mścicielami Röhma. Od jesieni 1934 roku do wiosny 1935 roku zabili 155 oficerów SS. Przy zwłokach zostawiali małe kartki z inicjałami „R.R.” (Rächer Röhm, tj. mściciele Röhma).
Nowym dowódcą SA został Viktor Lutze. SA zostały natychmiast rozbrojone. Od tego czasu ich znaczenie jako zbrojnego ramienia partii zmalało na rzecz SS. Zredukowane SA pełniły już tylko funkcje ceremonialne. Himmler po śmierci Röhma nie miał już rywali i nikt nie mógł przeciwstawić się jego SS-manom. Röhm został pochowany na Cmentarzu Zachodnim w Monachium. W czasie procesu norymberskiego po II wojnie światowej Göring stwierdził: Cóż to była za banda zboczonych bandytów, ci z SA! Cholernie dobrze się stało, że ich zlikwidowałem, bo inaczej oni by nas zabili. W maju 1957 monachijski sąd skazał Josefa Dietricha i Michaela Lipperta na osiemnaście miesięcy pozbawienia wolności za udział w zabójstwie Röhma (Theodor Eicke zginął w 1943 roku).